# Microleptes spasskii
Microleptes spasskii là một loài tò vò trong họ Ichneumonidae.